# Взрыв

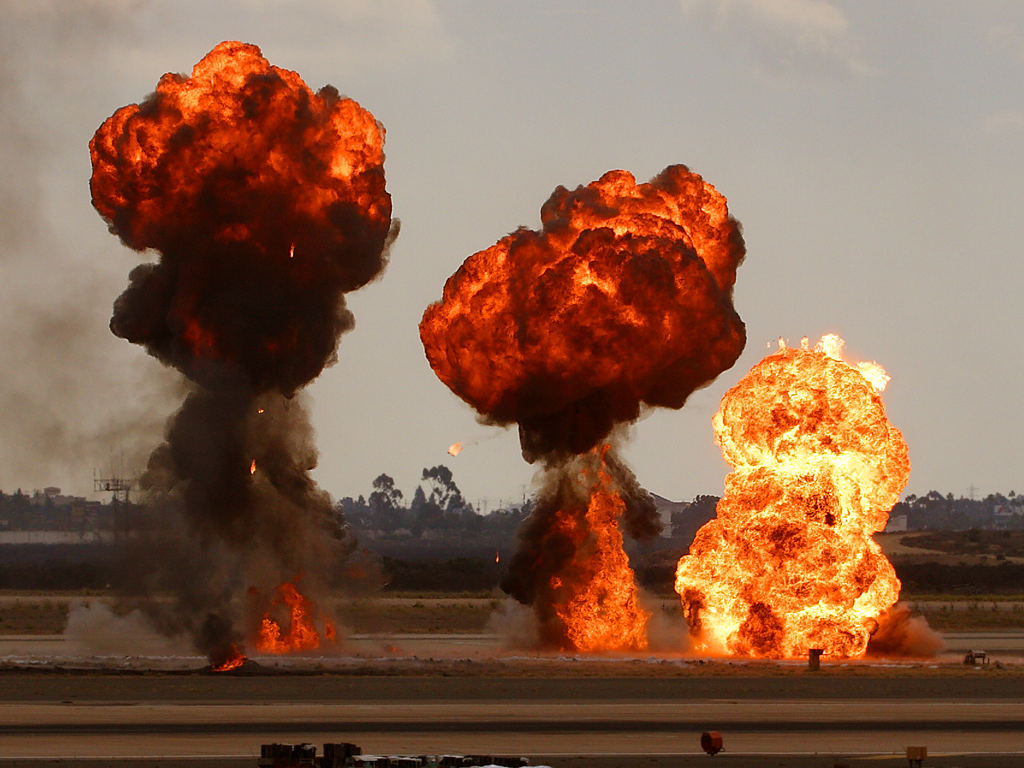
Демонстрационные наземные взрывы. Авиашоу на базе Мирамар, Сан-Диего, США

Взрыв — разрыв специального снаряда, оболочки с большой разрушительной силой, крайне быстрый процесс в ограниченном объёме с выделением сильно нагретых газов; разрушения, возникшие в результате этого. Звук, сопровождающий эти процессы, также называется взрывом. Сила, возникающая при взрыве, способна производить работу метания и дробления (разрушения). Сила возникает в результате: действия газов, выделяющихся при взрыве (вблизи места взрыва); действия ударных волн (вблизи и вдали от места взрыва).:47 Взрыв может быть частью сложных технологических процессов, использующих его силу (сварка взрывом, взрывная штамповка и т.д.) или звук (гидроакустика, сейсморазведка). В природе происходят крайне масштабные процессы — взрывы звезд (сбросы оболочек при вспышках новых и сверхновых звезд), сопровождающиеся образованием туманностей.

## Техника

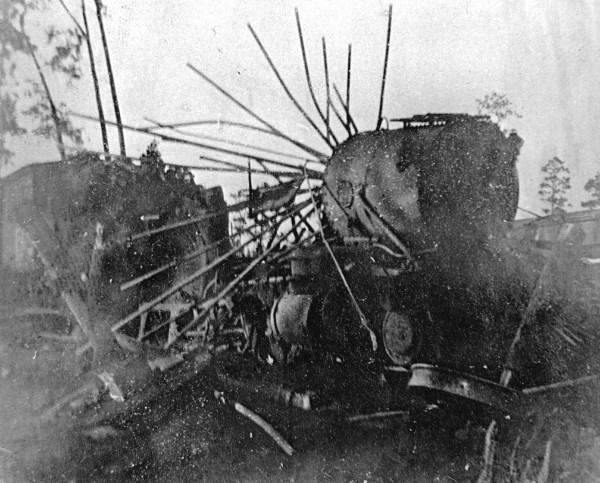
Последствия взрыва паровоза, 1911 год

## Действие взрыва

Анимация сноса дымовой трубы при помощи взрыва

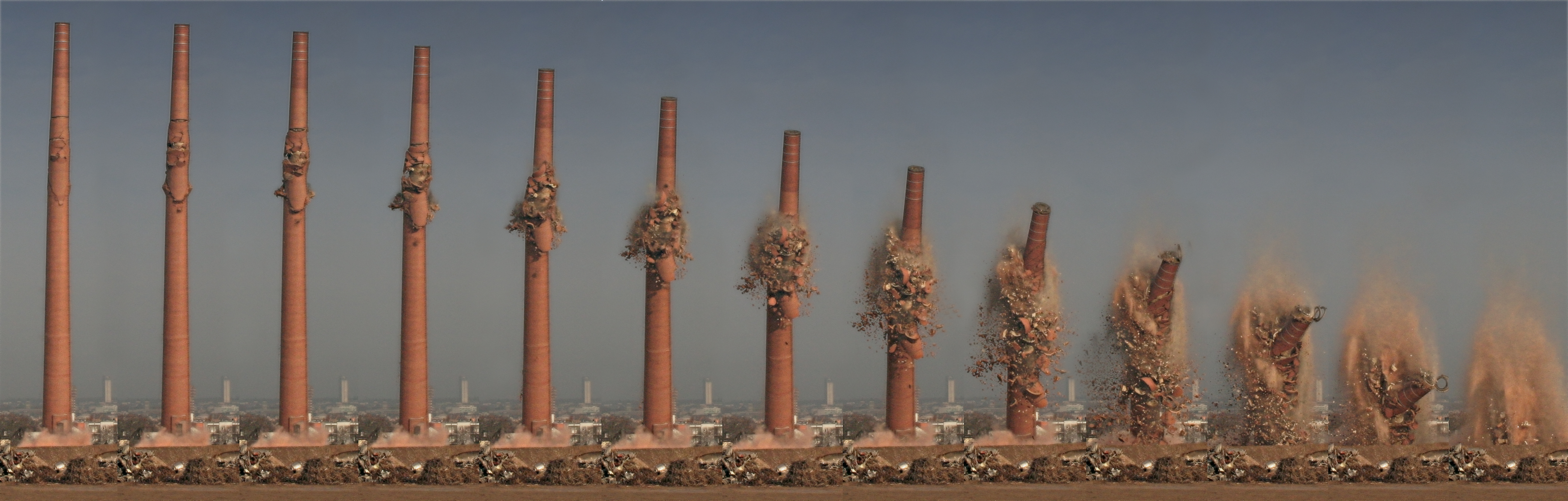
Снос дымовой трубы при помощи направленного взрыва (стоп-кадр)